# Alfons II van Provence
Alfons II Berengarius van Provence (Barcelona, circa 1180 - Palermo, 2 februari 1209) was van 1185 tot aan zijn dood graaf van Provence. Hij behoorde tot het huis Barcelona.

## Levensloop
Alfons II was de tweede zoon van koning Alfons II van Aragón en Sancha van Castilië, dochter van koning Alfons VII. In 1185 droeg zijn vader hem het graafschap Provence over, dat voorheen in handen was van zijn oom Sancho van Roussillon. Vanaf 1196, na de dood van zijn vader, was Alfons II effectief graaf van Provence. 
Zijn autoriteit over Provence werd betwist door graaf Willem IV van Forcalquier, de grootvader van zijn echtgenote. Willem IV werd daarbij gesteund door onder andere graaf Raymond VI van Toulouse en het huis Baux, terwijl Alfons de steun kreeg van zijn oom Sancho van Roussillon en zijn broer Peter I van Aragón. Ondanks het feit dat er in 1203 een wapenstilstand gesloten werd, bleef het conflict aanslepen tot in 1209, toen beide heersers stierven en Provence en Forcalquier verenigd werden onder een heerser, Alfons' zoon Raymond Berengarius VII.
In 1209 trok Alfons met een groot aantal Aragonese edelen naar Palermo, om daarna zijn zus Constance, die in deze stad verloofd werd met koning Frederik van Sicilië, terug naar Aragón te brengen. In Palermo werden Alfons en het grootste deel van de Aragonese edelen getroffen door een ziekte, waaraan hij in februari 1209 bezweek. Hij werd aanvankelijk bijgezet in de Kathedraal van Palermo. Daarna werd zijn lichaam terug naar Provence gebracht en bijgezet in de Heilige Johannes van Maltakerk in Aix-en-Provence.

## Huwelijk en nakomelingen
In 1193 huwde hij met Gersindis van Forcalquier (1180-1242), dochter van Reinoud van Sabran en Gersindis van Forcalquier, dochter van graaf Willem II van Forcalquier. Ze kregen twee kinderen:
- Raymond Berengarius V (1198-1245), graaf van Provence en Forcalquier
- Gersindis, huwde met burggraaf Willem II van Béarn